# Pfarrkirche Tulbing

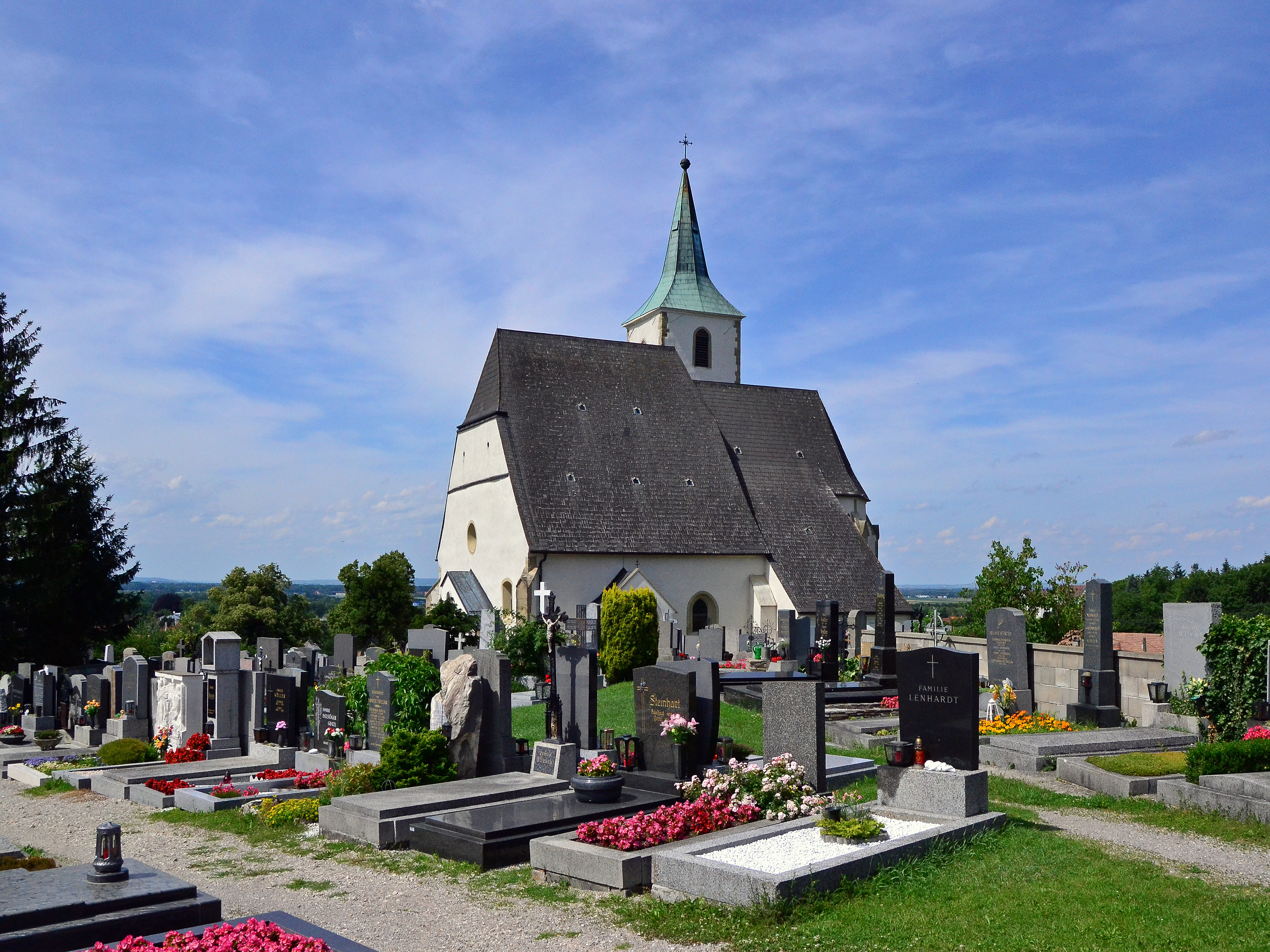
Katholische Pfarrkirche hl. Mauritius in Tulbing

Die römisch-katholische Pfarrkirche Tulbing steht in beherrschender Hochlage im Südosten der Ortschaft der Marktgemeinde Tulbing im Bezirk Tulln in Niederösterreich. Die dem Patrozinium des Heiligen Mauritius unterstellte Pfarrkirche gehört zum Dekanat Tulln in der Diözese St. Pölten. Die Kirche steht unter Denkmalschutz (Listeneintrag).

## Geschichte
Die Kirche war im 11. Jahrhundert eine Filiale der Pfarrkirche St. Andrä vor dem Hagental. Von 1349 bis 1803 war Tulbing eine Pfarre vom Bistum Passau. Von 1684 bis 1686 war die Pfarre der Pfarre Königstetten zugeteilt.
1529 und 1683 erfolgten Zerstörungen durch die Türkeneinfälle. 1700/1702 wurde das Kircheninnere umgebaut. 1980 war eine Restaurierung.

## Architektur
Die spätgotische ehemalige Wehrkirche von 1489 mit einem dominierenden im Osten abgewalmten Dach und einem wuchtigen Nordturm und späteren Anbauten ist von einem ummauerten Friedhof umgeben.
Das Langhaus hat Strebepfeiler mit Pult- und Kielbogenverdachung sowie Wasserschlag und breite bis auf einen Rest vermauerte Spitzbogenfenster mit Gewänden des 19. Jahrhunderts, die Westfront ist eine schlichte Giebelfassade barockisiert mit Oculus und zwei Korbbogenfenstern und übereck gestellten Strebepfeilern, der nördliche Strebepfeiler mit 1489. Vor dem gotischen Schulterportal befindet sich ein unregelmäßiger Treppenvorbau von 1878. Die nördliche Portalvorhalle aus dem 19. Jahrhundert hat Pilaster und einen Dreieckgiebel. Im Süden befindet sich ein offener Kapellenanbau aus dem 19. Jahrhundert, in der Kapelle gibt es einen freigelegten Rest eines Spitzbogenportals mit profiliertem Gewände, ebendort hängt ein Kruzifix aus dem 18. Jahrhundert. Der stark eingezogene gotische Chor hat einen Fünfachtelschluss hat Spitzbogenfenster, das östliche Fenster ist bis auf einen kleinen Rest vermauert. Im Süden steht ein Sakristeianbau mit Rechteckfenstern mit Steinrahmung. Im nördlichen Chorwinkel steht ein hoher gotischer Turm, im Kern wohl aus dem 14. Jahrhundert, mit kleinen gotischen Rechteckluken, das Schallgeschoß hat barocke Rundbogenfenster, der Turm trägt einen spitzen eingeschwungenen achtseitigen Pyramidenhelm aus dem 19. Jahrhundert. Nördlich am Turm steht ein fünfseitiger gotischer Treppenturm mit einem Pyramidenhelm.
Das Kircheninnere zeigt eine ehemalige dreischiffige zweijochige spätgotische Halle, welche 1700/1702 zu einem Saalraum umgestaltet wurde. Das Spiegelgewölbe über einem Gesims entstand 1878. Die hölzerne barocke Empore hat einen vorspringenden Mittelteil von 1694. Der Triumphbogen ist spitzbogig. Der einjochige Chor hat ein Netzrippengewölbe und über einem Sohlbankgesims Runddienste mit geometrischen Kapitellen. In der Chorsüdwand befinden sich eine Sakramentsnische und eine Sessionsnische. Beidseits des Chores befinden sich Kapellen in Verlängerung der ehemaligen Seitenschiffe, die nördliche Kapelle im Turmerdgeschoß hat ein spätgotisches Sternrippengewölbe und ein Spitzbogenöffnung zum Langhaus und zum Chor und ein Steingewändeportal zum Turmtreppenaufgang aus dem dritten Viertel des 15. Jahrhunderts, die südliche barocke Kapelle hat ein Kreuzgratgewölbe um 1700 und Rundbogenöffnungen zum Langhaus und zum Chor. Die spätbarocke Sakristei hat ein Stichkappentonnengewölbe. Im Turmobergeschoß befindet sich eine ehemalige tonnengewölbte Sakristei.

## Ausstattung
Die Deckenmalerei des Langhauses schuf Franz Pitza 1946 mit den Darstellungen der Vier Evangelisten und Christus in der Herrlichkeit.

## Einrichtung
Der Hochaltar als Säulenretabel von 1730, wohl aus der 1785 aufgelassenen Dominikanerinnenkirche in Tulln hierher übertragen, zeigt das Altarblatt Einzug des hl. Mauritius in den Himmel gemalt von Jos de Mölk 1788, er trägt auf Konsolen die Statuen der Heiligen Franziskus und Klara. Der Hochaltar hat Aufsatzvoluten und mittig einen geschwungenen Giebel mit den Figuren Posaune blasende Engel, zwei Mal Erzengel Michael, Christus als Weltenrichter, und darunter Heiliggeisttaube, Putten, Tabernakel mit Putten und seitlichen Engeln.
Die Seitenaltäre als Pendants angeordnete Säulenretabel mit gesprengtem Giebel sowie Putten entstanden im Ende des 17. Jahrhunderts. Der linke Seitenaltar zeigt das Altarblatt Herz Jesu von Miro Weiner 1936. Der rechte Seitenaltar zeigt das Altarblatt Maria mit Kind und Lebensbaum von Alfred Lauer 1936.
Das steinerne achteckige gotische Taufbecken trägt einen Deckel aus dem 19. Jahrhundert mit der Figurengruppe Taufe Christi.
In der Sakristei befindet sich ein Betschemel im Rokoko-Stil aus der Kartause Mauerbach mit einem Relief hl. Bruno im Gebet aus dem dritten Viertel des 18. Jahrhunderts. Weiters gibt es in der Sakristei ein Renaissance-Weihwasserbecken als ehemaliges Marmor-Lavabo als Muschelschale mit einem wasserspeienden Löwenkopf zwischen Säulen aus dem Ende des 16. Jahrhunderts.
Seitlich des Triumphbogens befinden sich neobarocke Statuen der Heiligen Florian und Leopold von Ferdinand Stuflesser 1884.
Über dem Sakristeieingang hängt ein Bild der Heiligen Familie aus dem 19. Jahrhundert. Am linken Pfeiler des Triumphbogens hängt eine Bildkopie der Schwarzen Madonna von Czenstochau. Die Kreuzwegbilder entstanden im Ende des 18. Jahrhunderts.
Die Orgel baute Johann Schwarzmann 1694 und wurde aus der 1755 aufgehobenen Tulbinger Marienkirche hierher übertragen. Die nunmehrige Orgel stammt aus 1733 und wurde von Gottfried Sonnholz gebaut. Die Orgel hat ein barockes Brüstungswerk und eine reiche Dekoration mit Putten, drei Adlern und Inschriftbänder aus dem Mitte des 18. Jahrhunderts. Eine Glocke goss Franz Josef Scheichel 1770.

## Grabdenkmäler
Außen
- Zwischen dem Treppenturm und dem ersten Langhausstrebepfeiler steht ein Kriegerdenkmal für die Gefallenen beider Weltkriege

## Kirchenstiege
Die steile Kirchenstiege wurde 1974 erneuert. Ebendort befinden sich fünf mehrfigurige barocke Skulpturen zu den Geheimnissen des Rosenkranzes mit Ölberg, Geißelung, Dornenkrönung, Schweißtuch der hl. Veronika, Kreuzigung vom Bildhauer Sebastian Gurner 1735.